# いちご100%
『いちご100%』（いちごひゃくパーセント）は、河下水希による日本の漫画、およびそれを原作としたアニメなどのメディアミックス作品。
『りりむキッス』に続き『週刊少年ジャンプ』誌上および「河下水希」名義での2作目となる連載作品である。『週刊少年ジャンプ』のラブコメディ作品としては古味直志の『ニセコイ』に抜かれるまでは最長連載であった。2021年7月時点でのコミックスの累計発行部数は約800万部を記録している。
2017年4月〜7月発売の増刊『ジャンプGIGA』2017 vol.1〜2017 vol.4にて続編『いちご100％　EAST SIDE STORY』が連載された。

## 制作背景
本作は、作者である河下が担当編集に「恋愛中心」の漫画作品を制作するよう提案されたことに端を発している。作者談によれば、その言葉から連想する形で主人公の苗字を「真中」とし、その両隣に居るという意味合いでメインヒロイン（東城 綾・西野 つかさ）の苗字に「東」・「西」という単語を含ませるなどといった方針で、最初に登場人物の名前を決定させたという。
各ヒロインに関する制作者コメントによれば、つかさは掴みづらいキャラクター性で作中で動かすのが難しいと言及されており、綾や北大路さつきは比較的「描きやすい」ものの、髪の毛の塗りに手が掛かったとしている。また、コミックス最終巻のあとがきでは、週刊連載していた影響で、真中達の中学時代よりも後に登場した人物はペン入れの段階までキャラクターデザインが固まっておらず、初登場回と物語終盤付近では違った顔になっている傾向があると打ち明けている。
一方、テレビアニメ版の監督を務めた関田修は、ライブドアとのインタビューの中で、原作に登場するヒロインたちの体形が男性目線から描かれていると指摘している。たとえば綾は控えめな性格に対して胸が大きい人物として描かれている一方、つかさは強気な性格と曲線的な体型を持ちつつも胸の小さい人物として描かれていると述べた。
連載開始時には河下自身、主人公の真中にはヒロインの綾をくっつける形での幕引きを予定していた。しかし、事前の想定を越えて高校生編も描き続けることとなり物語が変容していった結果、最終的にはつかさと結ばれることになったという。これについて河下は、恋愛の不条理な側面を知っていくことによって、綾が作品の中で一番成長することが出来たのではないか、と指摘している。また、連載時に送られたファンレターの中で、作品に対する要望で一番多かったのは主人公と最終的に結ばれるキャラクターに関してであったと河下は明かしている。一方、監督の関田は前述のインタビューの中で、作中で頼りない感じの真中が異性から人気を集める理由を理解できなかったとしつつも、女子達の母性愛をくすぐるところがあったり、彼女らに対して積極的に接しているためだろうと推測している。
なお、タイトルの「いちご100%」の「100%」とは果汁などの割合ではなく、降水確率を示すパーセンテージであり、これは、第一話でいちごパンツの女の子が目の前に“降ってきた”というセンセーショナルな場面から、当時の担当編集者が名付けた。河下は2016年10月7日に投稿したツイートの中で、連載開始時は編集部から「胸の露出は50%まで」と命じられており、担当編集者に厳しくチェックされていたと振り返っている。

## あらすじ
中学時代
中学3年生の真中淳平はある日の放課後、校舎の屋上に出ようと扉をあけると、頭上からいきなり目の前に女の子が飛び降りてきた。着地に失敗して倒れ込んだ女の子のスカートは捲れあがり「いちごのパンツ」が露出する。慌てて起きあがった女の子は夕日に映える美貌の持ち主で、真中は一瞬で心を奪われる。制服を着用していることから同校の生徒である確証はあるのだが、驚いて逃げるように立ち去ってしまった美少女に心当たりはない。唯一の手掛かりとして、屋上に落ちていた東城綾と名前の書かれた一冊のノートが残される。
翌日、東城を訪ねたが、おさげ髪に黒縁メガネという地味な印象だったため、いちごパンツの美少女ではないと思いこんでしまう。真中の悪友らは美少女は学年のアイドル的存在の西野つかさに違いないと真中を煽り、真中本人もその気になってしまい、勢いで西野に交際を申し込む。その告白を受け入れる返事をした西野の背後を走り去っていく「いちごパンツ」の美少女の姿があった。
その後、西野と付き合うことになったものの、真中は次第に東城に惹かれていく。そんな真中の様子に気付いた西野は真中への想いを胸に秘めたまま、彼らとは別の高校へ進学する。
高校時代
高校に入学した真中は、新しく同級生になった外村ヒロシ・北大路さつきを交え、中学時代からの友人である東城・小宮山とともに映像研究部を立ち上げる。彼らは、学校に残されていた過去の映像コンクール応募作品を発見し、それを超える作品をつくろうと、東城が脚本・真中が監督を担当し、文化祭での発表と映像コンクールへの応募を目指して作品を作り始める。
そして物語は東城・西野・さつき、その他の人物による真中をめぐる恋の混戦を描き出していく。

## 登場人物
声の記述は、ドラマCD・ゲーム・TVアニメ・OVA共通である。

### 主要人物
真中 淳平（まなか じゅんぺい）
声 - 鈴村健一 / 斎賀みつき（幼少期）
本作の主人公。身長170センチメートル。5月10日生まれ。牛乳と辛いものが苦手。趣味は映画であり、将来の夢も映画監督。
パッとしないごく平凡な少年。テストはいつも赤点レベルの劣等生。元サッカー部員だが、運動神経もいまひとつ（潜在的な運動神経は高い模様）。
女の子に対する妄想が少々激しいが、夢に向かって一直線に突き進む情熱的な性格。一方で、極度の優柔不断かつ八方美人ゆえヒロインたちから非常にモテる。また、恋愛感情に鈍感なところがあり、こじれた恋愛模様を生む。
作中を通じ、東城と西野の間で感情が揺れ動いていており、さらには北大路などのヒロインからも積極的にアプローチされ、終盤までなかなか一人に絞ることができなかった。
映像部に入部すべく名門泉坂高校に補欠合格し入学するも、部はCG部へと名を変え、内容的にも実質上消滅していた（アニメ版では部や内容は残っていたが、部員がいなかった）ため、映像研究部を友人達と設立。映画監督としての腕は本物で、角倉が認めるほか、文化祭用に製作した映画が映像コンクールで佳作（3位入賞）を獲得した。西野とは2度付き合い2度別れる。
高校卒業後、アルバイトをしながら金を貯めてビデオ片手に世界各国をまわり、小さな映画賞を受賞。精神的にも肉体的にも一回り成長し、角倉の事務所に誘われる。後に北大路の働く旅館に映研メンバーが集まった際、東城が中学・高校時代に自分にだけ見せてくれた小説の映画化を約束。その後西野と再会し、三度目の告白を果たす。
原作ではマンションの4階部屋に住んでいるが、アニメでは一軒家に変更されている。
東城 綾（とうじょう あや）
声 - 能登麻美子
本作のメインヒロイン。真中にとって夢のパートナー。
身長159センチメートル、A型、1月14日生まれ、Eカップ（高校時）。趣味は読書で、好きな食べ物はクレープ。真中への呼称は「真中君」。
いちごパンツの女の子の正体。おしとやかな恥ずかしがり屋であることに加えそそっかしい性格をしており、真中に「普通の人間の三倍は転んでいる」と言われるほど、作中でよく転ぶ。
真中への秘めた想いや小説に対する内なる情熱は強い。成績優秀であり、高校では、文芸部にて小説を書きつづける傍ら、年一回行なわれる秋の嵐泉祭に出展する映画作品の脚本も一人で手がける。小説家の才能も開花し、文芸誌の賞を10代で獲得する。その一方、歌と料理は大の苦手。
当初は前髪を七三分けにした三つ編みに、黒縁眼鏡をかけた野暮ったい外見をしていた。しかし、真中と西野にアドバイスされたことで前髪を下ろし、さらに高校入学時にはコンタクトレンズを付けて髪を解いている。それ以降、基本的にコンタクトレンズと髪を下ろしたスタイルで定着している。
三つ編み黒縁眼鏡の時は見た目が非常に地味で、男子生徒からは見向きもされず、真中も同じクラスにもかかわらず東城の存在を知らなかった。しかし、眼鏡を外して髪を解くと誰もが振り向くような美貌である。元来のスタイルも良く、温厚で成績優秀であるがため、校内で人気を集める。
眼鏡なしVer.と眼鏡あり三つ編みVer.では、あまり同一人物だと気付かれないことが多い。
小説を書き始めた元々の動機は、受験や孤独からの現実逃避であり、自分の世界に閉じこもりがちだった。自分を真中に肯定してもらえたことがきっかけで、真中に恋をする。
ヒロインの中で最も有力なポジションにありながら、元来の内向的な性格に加え、真中との間に生じた度重なる誤解やすれ違いが災いし、自身の想いをなかなか告白できずにいた。高校最後の文化祭終了後、一念発起して真中に想いを告白するものの、その時すでに真中は西野と復縁していたため、結局実ることはなかった。
その後も真中に対する恋心は消せず、ひたすら空虚な日々を送っていたが、大学入試を受けてきた真中と会い、自分の決意と真中への感謝を語り、彼への想いを心の奥深くに封印する。
高校卒業後、名門・慶法大学文学部へ進学。本格的に小説家の道へ進み、直林賞（直木賞のパロディ）を受賞。後に北大路の働く旅館に映研メンバーが集まった際、真中に「夢は泉坂コンビでアカデミー賞獲得すること」と語った。
ちなみに、"女子高生＝いちごパンツ"という概念を生み出して世間に広めた張本人的存在ではあるが、何もいちごパンツのみを所持している訳ではない。(劇中ではいちごパンツ以外にも、様々な色や模様のパンツを穿いている)
西野 つかさ（にしの つかさ）
声 - 豊口めぐみ
本作のメインヒロイン。真中にとって恋のパートナー。
身長158センチメートル、B型、9月16日生まれ、Bカップ（高校時）。趣味はショッピングと料理で、チェリーパイが好き。真中への呼称は「淳平君」。
中高を通してアイドル的存在。金髪のショートカットヘア。東城と同じく、誰もが振り返るような美少女。何度男から告白されても常に断ってきたが、中3の冬に懸垂しつつ告白する真中に惹かれ付き合う。実は真中が告白する以前（真中が綾と出会う以前）から、真中のことを知っていた。別々の高校へ進学後もギリギリのところで関係は続いていたものの、真中の気持ちが自分から離れていっていることを悟り、高1の冬に自ら別れを切り出す。自分の夢・やりたいことを探しケーキ屋「パティスリー鶴屋」でバイトをする中で、店長の孫であり世界的なパティシエである日暮の作るケーキに感銘を受け、パティシエを目指す。ほぼ同時期にバイト先が近いことから真中と再会し、高2の映画撮影の合宿に参加するなど再び接点を持つ。一時期日暮との結婚が噂され､雑誌に載るまでの騒ぎになったこともあったが、自分の現実逃避に何も言わずに付き合ってくれた真中に感謝し、再び真中と付き合う。そして、日暮のようなパティシエになるという夢を叶えるため、高校卒業後にフランスへ留学した。その際に真中からの提案により、関係を白紙に戻すことになるが、4年後日本へ帰国し、三たび真中と結ばれる。
中学生編までは男勝りなサバサバした性格で、時々ボーイッシュな口調が出ていたが徐々に女の子らしい口調になる。中学時代の携帯の着メロは笑点のテーマで、桂歌丸が好き。女子校である桜海学園進学後も男の取り巻きに追われるほどの人気者。自分の胸が小さめなことをかなり気にしている。当初は料理下手だったが、クッキングスクールに通い始めてからは上達していき、たびたび真中に弁当を作っている。
性格は明るく、男を引っ張っていく積極性を併せ持つ。洞察力が鋭く、時には嫉妬深い。
いちごのパンツを頻繁に履くほか、同じ柄のひもパンも履いたことがある。一方で、性的であるという理由からTバックは履かない。
作中で2度にわたり、真中との初体験が未遂に終わってしまったが、3度目の正直で結ばれた。
北大路 さつき（きたおおじ さつき）
声 - 小林沙苗
本作のヒロインの1人。真中のファーストキスの相手。
身長162センチメートル、血液型O型、5月3日生まれ、Gカップ（高校時）。好きな食べ物は焼肉。真中への呼称は「真中」。
腰まである長いポニーテールがトレードマーク。一時髪を下ろしていたが、後にポニーテールへ戻した（アニメ版では、一貫してポニーテール）。
運動は得意だが、泉坂高校には真中と同様に補欠入学するほど勉強は苦手。また、料理も大の苦手である。
登場時は真中と敵対していたが、徐々に打ち解け、次第に恋心が芽生える。真中と趣味や価値観が非常に似通っている。また、大胆なアプローチを仕かけることが多く、いつも非常に積極的で活発である。
少々ヤンデレ気味でその行動は一見強引だが、自分の感情にまっすぐなだけであり根は純真。報われなくてもめげることなく、真中をまっすぐに想い続けている。
高校時代前半は、真中と気が合うことやその大胆な性格から真中の心を引き寄せていたが、次第に自分の恋が実らないと思い始める。そして、高3の春に自ら真中と恋愛関係になることを一時諦め、友達として側にいることを決意する。その後しばらくは友達として接していたものの、やはり真中を想う気持ちは抑えられず、再び真中へのアプローチを開始する。
西野と復縁を果たした後も真中のことを想い続けていたが、真中が東城の告白を断るところを偶然にも目撃。真中の西野への真剣な好意と認め、その後は真中争奪戦から身を引く。
両親の夫婦喧嘩から始まった離婚騒動により、一時期は転校するという話も持ち上がり、大勢から悲しまれ、涙ながらの別れをしたものの、その喧嘩の内容が大したことではなく、すぐに仲直りしたため結局白紙になった。
ヒロインの中でも兄弟が多く、上から兄（成人）、弟（小学生）、妹（小学生）を持つ4人兄妹の2番目。
抜群のプロポーションと社交的な性格から、他の運動部男子からの人気が非常に高く、文化祭には2年連続で拉致された。
高校卒業後は進学せず、親戚が営んでいる京都の料亭の女将を継ぐ。高校卒業後、美鈴ともよく会っている。
南戸 唯（みなみと ゆい）
声 - 水樹奈々
本作のヒロインの1人。真中より1歳下の幼馴染。
身長150センチメートル、血液型O型、3月31日生まれ。ハンバーグが好物で、趣味はキャラクターグッズの収集。真中への呼称は「淳平」。
肩につかない長さのボブカットをした、小学生と勘違いされるほどの童顔。昔からお節介で天真爛漫な性格。真中に対してお姉さん気取りになったり、逆に頼ったりするなど、少々お調子者で憎めない存在。年下ながら学力は真中より高く、真中から頭の良さを評価されている。。
上記の3人とは違い、真中の恋愛対象には含まれておらず、一貫して妹的ポジションとして描かれた。しかし、昔は見せなかった女としての面を覗かせるたび、真中に異性として意識させることもある（唯本人は大草に好意を抱いている）。
桜海学園を受験するため6年ぶりに再会し、真中家に居候。その後、無事に桜海学園に合格するも学生寮が閉鎖されていたため、結局は真中家に居残ることになった。
寝相が非常に悪く、寝ている間に服を脱ぐ癖があるせいで真中との関係を疑われ、父親に桜海学園を辞めさせられそうになった。その後、真中家を出て一人暮らしを始めるが、その後もちょくちょく真中家に顔を出している。
映像研究部の製作に協力をすることはなかったが（OVAでは合宿に参加している）、部活引退後の真中から単独撮影の短編映画にオファーされ、出演している。
最終話には登場しておらず、高校卒業後の進路も不明。このことに関しては、自虐的なギャグ調に異議を唱えるメタフィクション的なおまけ漫画の中で、高校卒業後の真中から再び映画出演を依頼されている描写がある。

### サブヒロイン
外村 美鈴（そとむら みすず）
声 - 川崎恵理子
ヒロシの妹で、映像研究部の2代目部長。
身長160センチメートル、血液型B型、5月25日生まれ。Bカップ。真中への呼称は「真中先輩」。
厳格でプライドの高い性格。映画に対するこだわりは強く、かなりの辛口。尊敬する人にしか頭を下げないと公言しており、部を牽引する東城のことを慕っている。また、美少女探しを趣味とするスケベな兄に対し、ほとほと手を焼いている。
泉坂高校入学と同時に、映像研究部へ入部。真中が俳優を担当するようになってからは、助監督としての役割をこなすなど、部の良心的存在となっていく。
部長である真中とは、映画の方針で何かと口論することが多かったものの、基本的には先輩として頼りにしている。しかし、東城のパートナーとしてはふさわしくないと思っており、作中でそのことをたびたび言及している。最終的に西野のことを選び、東城のことを振ったと知った際は、真中に激しく怒りをあらわにした。
高校卒業後、京都の同志谷大学文学部に進学。大学では、ミスキャンパスの最有力とまで噂されるほど美しく成長した。
本編中は男性との恋愛沙汰について直接的描写はなかったが、本編終了後に彼女をヒロインとする恋愛の読み切りが描かれた。
名前はゲーム『熱血硬派くにおくん』に登場するキャラクター・みすずに由来し、キャラクターのモデルとなったのは『いちご100%』の最初の担当編集である。
端本 ちなみ（はしもと ちなみ）
声 - 清水愛
真中たちより1歳下の後輩。小宮山の元彼女。
身長153センチメートル、血液型O型、10月16日生まれ。Dカップ。真中への呼称は「真中さん」。
真中たちが2年時の文化祭に登場した、トラブルメーカー的な存在。八重歯と内巻きのボブカットが特徴。男性に大金を貢がせたり、下僕のようにかしずかせるのが得意。淳平達の修学旅行についてきて、外村・小宮山らに匿われた。異性に対しては、本気になったことがないゆえ打算的だが、感動的なものに出会うと心を動かす素直も見受けられる。小宮山が怪我を負いながらも、スズメバチに刺される危険を顧みず自分のために花をプレゼントしてくれたことに一時は感動し小宮山と付き合うが、誕生日プレゼントに花を渡されたことで愛が冷め、関係は解消。真中たちが3年時の文化祭時に映像研究部を退部した。その後東京大学に合格した外村にすり寄る。
当初は東城を除く全ヒロインから嫌われていたが、物語後半は美鈴とよく行動を共にする。また、目立ちたがり同士のよきライバルとして、北大路とも張り合っている。高校卒業後、北大路の働く旅館に映研メンバーが集まった際、仕事が多忙な中でも外村・小宮山と共に一番に集まっていたこともあり、誠実な面も多少は見受けられる。
高校卒業後、グラビアアイドルとして外村の芸能事務所に所属した。
向井 こずえ（むかい こずえ）
声 - 植田佳奈
真中が予備校で出会った他校の女子生徒。
身長156センチメートル、血液型AB型、7月6日生まれ。Dカップ。真中への呼称は「真中さん」。
学力は真中と同じBクラス。予備校の階段でたまたまぶつかり真中と出会い、その後電車の中で痴漢に遭っているところを真中に助けられたのをきっかけに、本格的に交流が始まる。男性恐怖症のため、初めのうちは真中ともうまく話せなかったが、次第に真中に好意を持つ。予備校へは路面電車で通っている。
かなりの妄想癖があり、いつもHなことばかり妄想する一方、幼稚園時代からずっと女子校で家族も女性ばかりと女ばかりに囲まれた生活をしていた。初めてまともに会話が出来るようになった異性が真中である。
真中の影響で映画鑑賞が趣味となる。真中の作った映画に感動し、3年目の最後となる映画製作合宿に参加する。
真中への片思いが失恋に終わり、予備校の教室で泣いているところを右島に慰められて以来、右島に特別な感情を抱くようになる。始めは右島のこと怖がっていたが、浦沢の助けもあって、二人の仲は次第に良くなっていった。
さくらんぼパンツを穿いている様子。

### 泉坂高校
大草（おおくさ）
声 - 近藤隆
真中の親友。真中とは小学校からの付き合いで登場時期は中学編に集中しているが、高校編でもたまに登場し、真中の恋愛相談に乗っている。
美形なため異性からの人気が高く、恋愛経験も豊富である。中学高校通してサッカー部に所属しており、高校にはスポーツ推薦で入学した。性格は温厚で友人思いだが、女遊びに長け、考えの底が読めない。
実は西野に対して密かに興味を抱き、たびたび西野の気を引こうとするが、まったく相手にされない。
外村 ヒロシ（そとむら ヒロシ）
声 - うえだゆうじ
真中の親友で、彼の夢を支える友達思いな性格をしている。妹の美鈴のことを気にかけており、彼女の厳しい態度に対しても「慣れてくるとそこがかわいい」などと受け入れるなど、シスコンを匂わせる一面もある。長髪であり、長く垂れた前髪で目を隠していることから、真中から「人畜無害な顔」と評されている。
学年トップの成績を持つほど頭が良い一方、美少女を見つけるとカメラで写真を撮り、ネット上に掲載する趣味があるほか、綾やさつきたちにコスプレをさせることも多い。
部員を集めて映像研究部を立ち上げ、文化祭の映画の映像処理を行い、真中が俳優を兼ねるようになってからはカメラマンまでを兼ねている。
卒業後は東京大学に現役合格し、後に自らの芸能事務所、「外村プロダクション」（略称、外プロ）を創立。多忙な日々を送っている。
小宮山 力也（こみやま りきや）
声 - 小森創介（ドラマCD2巻まで・ジャンプフェスタ）、高木渉（ドラマCD3巻 - 、TVアニメ・OVA）
真中の中学時代からの親友。
泉坂高校を補欠で入学したほど学力が低い。当初はかなりの強面として描かれたが、次第にコミカルな顔つきになっていった。大柄な体格で、マンションの4階から飛び降りても軽傷で済むほどに強い。兄が3人いる。
少々意地悪で妄想癖があるが、根は純粋である。異性にあまり免疫がないらしく、よく鼻血を出す。一時期端本ちなみと付き合っていた。
高校卒業後も外村について行き、「外村プロダクション」の専属タレントである端本のマネージャーを務める。
黒川 栞（くろかわ しおり）
声 - 斎賀みつき
泉坂高校の数学教師・新映像部（映像研究部）顧問。
美しい容姿を持つ一方、授業は厳しめで酒癖が悪い。また、元恋人にボブがいる。旧映像部（現CG部）の元部員で、角倉の撮影した映画の主演女優であった。Hカップの巨乳。
アニメ版では、黒髪から茶髪へ変更され、夏の撮影合宿に参加するなど、原作以上に顧問らしさが強調された。
天地（あまち）
高1のころ、泉坂高校に転校してきた、綾に運命を感じた真中のライバル。泉坂に引っ越してきたしてきた日に綾に一目ぼれする。
綾が眼鏡・三つ編みの時も彼女を認識できる男子生徒の1人。正義感が強く「女性の味方」を豪語し、老若問わず、女であれば誰でも助けるが、さつきにだけは頭が上がらない。正義感が非常に強く、痴漢を目撃するとためらうことなく摘発できる。成績優秀で背が高く美形だが、大草とは違いカッコつけるもののどこか抜けており、真中達からたびたびいじられる。しかも綾以上のドジ。女性にモテるが、綾を獲得するためにこれまで仲良くしてた女性達と仲良くするのをやめたように、純情な一面もある。真中を馬鹿にしたり、軽蔑するような言動が目立つものの、一方的に真中のことを親友と思っており、嫌っているわけではない。最終巻には登場しておらず、その後の動向は不明。
高木（たかぎ）
大草の友達で、泉坂高校のサッカー部に所属している。
ポジションはゴールキーパーで、その腕は関東ナンバー1キーパーと言われている。一度手にしたボールはなかなか離さないらしい。泉坂高校男子と桜海学園1年女子との合コンに参加し、そこで唯に一目惚れする。外村がとっさについた嘘を真に受け、真中のことを（唯の）お兄さんと思っている。

### その他
浦沢 舞（うらさわ まい）
声 - 伊藤静
綾・こずえの塾友達。特にこずえとは付き合いは深いようで、内気な彼女を引っ張る。人生経験の豊富そうな性格。スリングショットが得意。身長165センチメートル、血液型A型、11月29日生まれ。Cカップ。声の出演はドラマCD4のボーナストラックとドラマシアター2のみで、アニメには登場しない。髪の色は金髪。真中への呼称は「真中っち」。
左竹（さたけ）
淳平が通っていた塾のクラスメイト。父の後を継いで社長になり、経営危機に陥っている工場を立て直すのが将来の夢。小柄と出っ歯なのが特徴。冗談を言っては右島にどつかれる。
右島（みぎしま）
淳平が通っていた塾のクラスメイトである元不良生徒。中学・高校と男子校育ちで硬派な性格のため、女性の扱いは不器用だが優しい。以前は見た目通りの人物で喧嘩に明け暮れていたが、高校2年の時の担任に感化され、教師を目指して真剣に受験勉強に取り組み始める。不良の面影は未だ残っており、受験勉強に関しては、難しい問題を好み、逆に簡単すぎる問題だとストレスが溜まり、怒ってしまう。
東城 正太郎（とうじょう しょうたろう）
声 - 鈴木達央
綾の弟。かなりの美形だが極度のシスコン。一見無愛想を絵に描いたような男だが、実際は結構なお調子者である。
姉とはまるで似ていない上に、非常に長身である。泉坂高校に乗り込んだこともある。真中と西野が再び付き合うきっかけ、ひいては綾の失恋の要因ともなった。
真中との初顔合わせの際、彼に対し「ボケた面」という評価を下したが、西野に関しては「美人で性格もよさそう」と高評を述べた。
原作では中学生編からたびたび登場していたが、アニメ版では出番がごっそりとカットされ、セリフなどによる存在すら描かれなかった。
東城 遥（とうじょう はるか）
綾の従姉。ミスキャンパスに選ばれたほどの美人女子大生だが、実は二浪している。
裸に近い格好で淳平に肩を揉ませたことがあり、胸も触らせようとした。現代の高校生は不誠実であると思っていて、真中の純粋さを気に入った。
日暮 龍一（ひぐれ りゅういち）
つかさがアルバイトしている洋菓子店「パティスリー鶴屋」の店主の孫。若き天才パティシエとして知られており、たびたびフランスへ修行に行き、その腕は高い注目を浴びている。喧嘩が強く、つかさに絡んで来たチンピラ2人をぶちのめしたことがある。当初は短髪だったが、つかさに絡んで来たチンピラ2人をぶちのめした際の登場には長髪になり、男前になっていた。
トモコ
つかさの高校時代の親友で、桜海学園に通っている。当初はつかさに彼氏がいないと思いこみ、中学時代の先輩を紹介していた。つかさが好きな相手がいたことを知ると、恋路の後押しをした。
冬田 涼子（ふゆた りょうこ）
さつきの友達。たらこ唇が特徴。真中ともクラスメイトで修学旅行では同じ班になった。映研部の多忙のせいで回るコースを一人で決めた。さつきと絡む以外、他に目立った出番はないが、発言を見ても作中で珍しい常識人。
豊三郎（とよさぶろう）
声 - 麻生智久
淳平がアルバイトしている映画館「テアトル泉坂」の館長で、一度潰れた映画館を道楽で再建した。金持ちの息子がいる。淳平が高校2年のホワイトデーの時点で年齢は72歳。小柄だが淳平に飛び蹴りをくらわせている。テアトル泉坂に来た女性に水をかける変態でもある。
東尾 繭子（ひがしお まゆこ）、西園寺 めぐみ（さいおんじ めぐみ）、北原 沙恵（きたはら さえ）
外村が開いた合コンの女子メンバーで、唯と同学年の桜海学園の生徒達。ランジェリー店での騒動でも登場している。加えて繭子のみ、唯がつかさを追っかけている場面で小さく一緒に居る描写がある。
角倉 周（かどくら しゅう）
若手映画監督。泉坂高校映像部OBで、黒川先生と同年齢である。淳平が目標としている映像作品（「第18回映像コンクール」出展）の製作者でもある。未熟としながらも、淳平の才能と映像作品に一目置いている。
内場（うちば）
19巻の巻末（番外編）に登場。眼鏡をかけた長身の男子大学生。身長185センチメートル。
漫画家を目指し、同志谷大学漫画研究部への入部を希望したものの、部員が皆「女の子ばかりを嬉々として描く男達」であることに失望。美鈴が映画研究部において似たような経験をし、飲み会を飛び出してきたところで出会い、交流が始まる。自分の作品の初めての読者である美鈴に恋心を抱くようになる。また彼の漫画は、辛口の美鈴を感動させるくらいに凄いらしく、美鈴曰く「こんなに感動したのは綾の脚本以来」。
後に美鈴と恋愛関係に発展、同棲する。

### OVA版オリジナル
更埴 わたる（こうしょく わたる）
声 - 森久保祥太郎
OVA3巻で登場。高原ペンション「SAWAYAKA」のオーナーで、「若」と呼ばれている。一見爽やかな好青年だが、夏休みにバイトに来た映像研究部の女性陣にメイドの格好をさせたり、セクハラを行ったりとかなりスケベ。気が強い性格の女性を好み、さつきを狙うが、一度は淳平に阻止される。その後、淳平に亡くなった父親の花瓶を割らせ、責任を取らせるためさらに露出度の多いコスプレじみた服装を着せる。最終日には、打ち合わせと称して強硬な手段でさつきに迫るが、乱入した淳平により花瓶は偽物（大量に存在）ということがばれ、小宮山や女性陣に袋叩きに遭った上、父親（声：有本欽隆）も存命であることが判明する。
式部（しきべ）
声 - 志村知幸
OVA3巻で登場。高原ペンション「SAWAYAKA」のマネージャー。丁寧な口調でダンディな外見だが、実際はロリコンであり、ちなみを狙う。当初は淳平や小宮山の相手をさせられ、やる気のない態度を見せていた。最後は袋叩きに遭う。
久原（くはら）
声 - 渋谷茂
OVA3巻で登場。高原ペンション「SAWAYAKA」のコック長。眼鏡をかけており、フランス語交じりの口調で話す。刺々しい性格の女性を好み、美鈴を狙う。最後は袋叩きに遭う。

### EAST SIDE STORY
本編では時間経過に伴い、前編のヒロインたちの容姿（目や髪型）に若干の変化が見て取れる。
中間（なかま）
本編の主人公。地味で冴えない男子高校生。実家は古本書店を営んでいる。
どことなく真中に風貌が似ているが、彼よりも長身で誠実な性格。一方、真中に負けず劣らず妄想が強く、年上の女性（特に女子大生）に憧れを抱いている。
東城 綾（とうじょう あや）
本編のヒロイン。慶法大学2年生。未だに真中のことを忘れられずにいる。古本屋で知り合った中間に心を動かされていく。
詳しくは「#主要人物」を参照。
外山（そとやま）
中間の友人。金髪で目つきの悪い不良。
前編の大草に相当する立ち位置。中間の異性に対する趣味を酷評した。
北大路 さつき（きたおおじ さつき）
本編のサブヒロイン。京都から一時帰宅し、ひょんなことから中間に興味を抱く。
詳しくは「#主要人物」を参照。
外村 美鈴（そとむら みすず）
本編のサブヒロイン。さつきと同じく、京都から一時帰宅した際に登場する。
詳しくは「#サブヒロイン」を参照。

## 書誌情報

### 単行本
- 河下水希 『いちご100%』 集英社〈ジャンプ・コミックス〉、全19巻
  1. 「いちご注意報!!」2002年8月2日発売[13]、ISBN 4-08-873304-5
  2. 「幻の美少女再び!!」2002年10月4日発売[14]、ISBN 4-08-873326-6
  3. 「運命のクランク・イン!?」2003年1月6日発売[15]、ISBN 4-08-873369-X
  4. 「キスしてほしい」2003年4月4日発売[16]、ISBN 4-08-873412-2
  5. 「思い出の女」2003年6月4日発売[17]、ISBN 4-08-873438-6
  6. 「天使再臨」2003年8月4日発売[18]、ISBN 4-08-873496-3
  7. 「SWEET LITTLE SISTER」2003年10月3日発売[19]、ISBN 4-08-873518-8
  8. 「温めあう?」2003年12月4日発売[20]、ISBN 4-08-873537-4
  9. 「迷える子羊と拾う神」2004年3月4日発売[21]、ISBN 4-08-873577-3
  10. 「抱いてアンダーワールド」2004年4月30日発売[22]、ISBN 4-08-873597-8
  11. 「届く気持ち 届かぬ想い」2004年7月2日発売[23]、ISBN 4-08-873629-X
  12. 「妄想少女」2004年9月3日発売[24]、ISBN 4-08-873650-8
  13. 「あの娘のスキャンダル」2004年11月4日発売[25]、ISBN 4-08-873669-9
  14. 「初めての…!?」2005年1月5日発売[26]、ISBN 4-08-873695-8
  15. 「両手に花でSOS」2005年4月4日発売[27]、ISBN 4-08-873793-8
  16. 「KISS大人味」2005年6月3日発売[28]、ISBN 4-08-873818-7
  17. 「甘えていいよ…」2005年8月4日発売[29]、ISBN 4-08-873843-8
  18. 「ふたりきり」2005年10月4日発売[30]、ISBN 4-08-873863-2
  19. 「選んだ未来」2005年12月2日発売[31]、ISBN 4-08-873884-5

### 文庫版
- 河下水希 『いちご100%』 集英社〈集英社文庫〉、全10巻
  1. 2013年4月18日発売[32]、ISBN 978-4-08-619394-8
  2. 2013年4月18日発売[33]、ISBN 978-4-08-619395-5
  3. 2013年5月17日発売[34]、ISBN 978-4-08-619396-2
  4. 2013年5月17日発売[35]、ISBN 978-4-08-619397-9
  5. 2013年6月18日発売[36]、ISBN 978-4-08-619398-6
  6. 2013年6月18日発売[37]、ISBN 978-4-08-619399-3
  7. 2013年7月18日発売[38]、ISBN 978-4-08-619400-6
  8. 2013年7月18日発売[39]、ISBN 978-4-08-619401-3
  9. 2013年8月20日発売[40]、ISBN 978-4-08-619402-0
  10. 2013年8月20日発売[41]、ISBN 978-4-08-619403-7

## アニメ

### テレビアニメ
2005年4月5日から6月21日までテレビ朝日にて、また、同年7月から9月まで、系列の秋田朝日放送・メ〜テレ・長野朝日放送・北陸朝日放送・朝日放送・山口朝日放送・愛媛朝日テレビ・長崎文化放送・大分朝日放送にて放送された。
30分枠で1回の放送につき2話放送（1話約11分）。合計24話放送されたが、「スペシャルDVDもぎたて編」にはテレビ未放送の第25・26話が収録されている。なお、2006年5月から8月にかけてアニマックスで再放送された際に、第25・26話を含めて放送された。地上波テレビ放送最終回の24話目は高校2年の文化祭上映映画のヒロインを西野にする話である。なお第25・26話は唯が父親に勘当されて一時的に逃避行する話である（時期は原作の真中2年時の映画撮影合宿終了後の夏休みとは異なり、唯が桜海学園に入学する直前の春休みになっている）。
原作はお色気描写が多いことから、アニメ化が決定した際はファンからどこまで原作を再現するのか議論が巻き起こった。テレビアニメ版の監督を務めた関田修も、オファーを受けて初めて原作を読んだ際にいきなりイチゴ柄のパンツが出てくるのを見て、本当にアニメ化できるのかと思ったという。また、関田は男ゆえに女性の恋愛感覚が分からなかったと話しており、原作者が女性と知って驚いたと振り返っている。
アニメ化に際し、基本的には原作通りに進行する形で制作されたが、放送話数や構成に合わせて調整が行われた。ヒロインのつかさはツンデレ寄りのキャラクターとして設定され、綾の方は原作で胸が大きく描かれていたが放送に支障が出る恐れがあったことから、あまりサイズを強調しないよう注意が払われた。作画はデジタルで行われ、テレビアニメ化される前のOVA・ドラマCDに出演していた声優が続けて起用された。

#### スタッフ
- 監督 - 関田修
- シリーズ構成 - 浦畑達彦
- キャラクターデザイン - 中原清隆
- 美術監督 - 高橋忍
- 色彩設計 - 児玉尚子
- 撮影監督 - 高橋宏司
- 編集 - 木村佳史子
- 音響監督 - 三間雅文
- 音楽 - 根岸貴幸
- プロデューサー - 渡辺直樹、鈴木祐治
- アソシエイトプロデューサー - 松田佐栄子、遠藤純一
- アニメーション制作 - マッドハウス
- アニメーション制作協力 - スタジオマトリックス、DR TOKYO
- アニメーションプロデューサー - 白井勝也
- 制作 - 集英社、いちご100%製作委員会、テレビ朝日

#### 主題歌
オープニングテーマ「SHINE OF VOICE」
作詞 - 川原京 / 作曲 - ササキオサム / 編曲 - TATOO / 歌 - dream
dreamによるミニアルバム『ナツイロ』に収録された。情報サイト「GetNavi web」（学研プラスと日本創発グループの合弁会社ワン・パブリッシングによって運営）に掲載されたライター・小野貴弘による楽曲評によれば、本曲はファンクあるいはポップ・ミュージックに該当している。小野は本作の「メリハリのあるホーンアレンジ、絡み合うコーラスワーク」を特筆し、工夫の凝らされた1曲だと言及している。
エンディングテーマ「IKE IKE」
作詞・作曲・編曲 - Accantino-Rimonti-Festari / 訳詞 - kenko-p / 歌 - HINOIチーム
アニメが放映された2005年当時、平均年齢12.5歳のファッション雑誌モデル4名によるユニット・HINOIチームのデビュー楽曲。1999年9月にリリースされたアルバム『SUPER EUROBEAT presents EUROMACH』収録の「IKE IKE」のカバーとして制作されたユーロビート楽曲である。

#### 各話リスト
| 回       | 話数 | サブタイトル             | 脚本     | コンテ     | 演出       | 作画監督          | 総作画監督 | 放送日        |
| -------- | ---- | ------------------------ | -------- | ---------- | ---------- | ----------------- | ---------- | ------------- |
| 1        | 1    | 幻のいちごパンツ         | 浦畑達彦 | 関田修     | 関田修     | 松下純子          | 中原清隆   | 2005年 4月6日 |
| 1        | 2    | 誤解それともカン違い?    | 筆安一幸 | 小島多美子 | 宍戸淳     | Lee, Si-min       | 中原清隆   | 2005年 4月6日 |
| 2        | 3    | 揺れる恋愛勉強会         | 筆安一幸 | 五月女有作 | 五月女有作 | 宇都木勇          | 武内啓     | 4月13日       |
| 2        | 4    | 幻の美少女ふたたび       | 浦畑達彦 | 五月女有作 | 五月女有作 | 宇都木勇          | 武内啓     | 4月13日       |
| 3        | 5    | 思い出の第2ボタン        | 浦畑達彦 | 河合夢男   | 鎌仲史陽   | 青木真理子        | 中原清隆   | 4月20日       |
| 3        | 6    | 春の嵐は幼なじみ         | 中村龍   | 河合夢男   | 鎌仲史陽   | 青木真理子        | 中原清隆   | 4月20日       |
| 4        | 7    | 波乱のハイスクールライフ | 林政宏   | 宍戸淳     | 郷敏治     | 大塚美登理        | 中原清隆   | 4月27日       |
| 4        | 8    | すれ違うココロと想い     | 筆安一幸 | 高橋丈夫   | 宍戸淳     | 渡辺和夫          | 中原清隆   | 4月27日       |
| 5        | 9    | パニック IN MY ROOM      | 筆安一幸 | 小林一三   | 雄谷将仁   | 村上勉            | 武内啓     | 5月4日        |
| 5        | 10   | 怒涛の夏合宿             | 中村龍   | 小林一三   | 雄谷将仁   | 古谷田順久        | 武内啓     | 5月4日        |
| 6        | 11   | せいいっぱいのプレゼント | 浦畑達彦 | 小島多美子 | 磨積良亜澄 | 高橋敦子          | 中原清隆   | 5月11日       |
| 6        | 12   | 行き先不明のキモチ       | 筆安一幸 | 小島多美子 | 浅見松雄   | Kim, Dong-joon    | 中原清隆   | 5月11日       |
| 7        | 13   | 勃発! 南北戦争           | 林政宏   | 五月女有作 | 五月女有作 | 宇都木勇          | 武内啓     | 5月18日       |
| 7        | 14   | たったひとりのクリスマス | 浦畑達彦 | 五月女有作 | 五月女有作 | 宇都木勇          | 武内啓     | 5月18日       |
| 8        | 15   | 夢の続きをもう一度       | 筆安一幸 | 須永司     | 鎌仲史陽   | 青木真理子        | 中原清隆   | 5月25日       |
| 8        | 16   | 雪の中で抱きしめて!      | 中村龍   | 河合夢男   | 鎌仲史陽   | 青木真理子        | 中原清隆   | 5月25日       |
| 9        | 17   | すれ違いのバレンタイン   | 筆安一幸 | 岡崎幸男   | 岡崎幸男   | 桜井木ノ実        | 武内啓     | 6月1日        |
| 9        | 18   | 甘くて苦いチョコレート   | 筆安一幸 | 岡崎幸男   | 石川久一   | 加納みずほ        | 武内啓     | 6月1日        |
| 10       | 19   | レベルアップのお礼       | 浦畑達彦 | 小島多美子 | 三家本泰美 | Kim,Keun-soo      | 中原清隆   | 6月8日        |
| 10       | 20   | ドキドキ・初デート!?     | 林政宏   | 小島多美子 | 成田歳法   | Lee,Seouk-in      | 中原清隆   | 6月8日        |
| 11       | 21   | アブナイ新入部員         | 筆安一幸 | 五月女有作 | 横浜太郎   | 宇都木勇          | 武内啓     | 6月15日       |
| 11       | 22   | 決断! バースデイ         | 筆安一幸 | 柳瀬雄之   | 鎌仲史陽   | 青木真理子        | 武内啓     | 6月15日       |
| 12       | 23   | 雨の再会                 | 浦畑達彦 | 小島多美子 | 大田海雅   | Kim,Keun-soo      | 中原清隆   | 6月22日       |
| 12       | 24   | 本当のヒロイン           | 浦畑達彦 | 関田修     | 磨積良亜澄 | 高橋敦子 長坂寛治 | 中原清隆   | 6月22日       |
| DVD 収録 | 25   | 迎えにきて!              | 林政宏   | 小島多美子 | 田崎聡     | 田崎聡            | -          | 未放映        |
| DVD 収録 | 26   | いつだって味方だから     | 中村龍   | 小島多美子 | 田崎聡     | 田崎聡            | -          | 未放映        |

#### 放送局
| 放送地域   | 放送局                         | 放送期間                 | 放送日時                     | 放送系列       | 備考                   |
| ---------- | ------------------------------ | ------------------------ | ---------------------------- | -------------- | ---------------------- |
| 関東広域圏 | テレビ朝日                     | 2005年4月6日 - 6月22日   | 水曜 2:40 - 3:10（火曜深夜） | テレビ朝日系列 | 制作局                 |
| 近畿広域圏 | 朝日放送                       | 2005年7月7日 - 9月29日   | 木曜 3:24 - 3:54（水曜深夜） | テレビ朝日系列 |                        |
| 愛媛県など | 愛媛朝日テレビほか一部の系列局 | 2005年7月7日 - 9月29日   | 木曜 3:24 - 3:54（水曜深夜） | テレビ朝日系列 |                        |
| 日本全域   | アニマックス                   | 2006年4月30日 - 5月5日   | 日曜 - 金曜 23:30 - 翌0:30   | CS放送         | リピート放送あり       |
| 東京都     | TOKYO MX                       | 2012年11月2日 - 11月16日 | 金曜 0:30 - 1:00（木曜深夜） | 独立局         | 東京都内では実質再放送 |

#### DVD
テレビで放送されたアニメを全6巻で単巻リリースするものと全2巻のDVD-BOX形式で発売されるスペシャルDVDの2パターンが存在する。SPDVDにはテレビ未放送エピソードなど、単巻ヴァージョンに比べ多数の映像特典が収録されている。
- いちご100% TVシリーズ 全6巻（各巻4話ずつ収録）
- いちご100% TVシリーズ スペシャル もぎたて編（第1話 - 第12話を収録）
- いちご100% TVシリーズ スペシャル とれたて編（第13話 - 第24話を収録）

### OVA
ジャンプフェスタ版、オリジナルDVDアニメ版全4話とも、スカパーPPVパーフェクトチョイスで放送。のち、アニマックスでも放送。

#### ジャンプフェスタ版
『いちご100% 恋が始まる!? 撮影合宿 〜ゆれるココロが東へ西へ〜』。「ジャンプフェスタ・アニメツアー'04」で上映されたオリジナルアニメ。原作の2度目の夏合宿のストーリーが題材とされている。DVDには映像特典としてノンクレジットオープニング、「増田こうすけ劇場 ギャグマンガ日和」などが収録された。週刊少年ジャンプ誌上通販でのみ購入可能であった。価格は1500円、制作はテレビアニメ版と同じくマッドハウスが手がけている。
スタッフ
- 監督・キャラクターデザイン - 山内則康
- 脚本 - 花田十輝
- 演出 - 喜多幡徹
- 作画監督 - 清丸悟
- 美術設定 - 三浦智
- 美術監督 - 陳西峰、張敏芳
- 色彩設計 - 関香織
- 撮影監督 - 岩崎敦
- 編集 - 重村建吾
- 音響監督 - 三間雅文
- 音楽 - 七瀬光
- プロデューサー - 大徳哲雄、丸山正雄
- アニメーション制作協力 - スタジオ・ファンタジア
- アニメーション制作 - マッドハウス
- 製作・著作 - 集英社

主題歌
オープニングテーマ「君色100%」
作詞 - 田辺智沙 / 作曲 - mia / 編曲 - 鈴木雅也 / 歌 - 東城綾（能登麻美子）、北大路さつき（小林沙苗）、西野つかさ（豊口めぐみ）、南戸唯（水樹奈々）
エンディングテーマ「ペパーミント」
作詞 - 田辺智沙 / 作曲 - mia / 編曲 - 鈴木雅也 / 歌 - 橋本みゆき

#### オリジナルDVDアニメ
アニメ本編より、ドタバタ・コメディ色が強い。1・2巻は原作のエピソードを多少参考にして作られているが、3・4巻はコミック及びテレビアニメのいずれとも違うオリジナルのストーリーである。またアニメ版では、ちなみとこずえはこちらが初登場となる。2005年6月から、リバプールより全4巻がコンビニ限定で発売された。各巻にはそれぞれ、メインヒロイン4人の声を演じた声優のインタビュー映像が特典として収録されている。
スタッフ
- 監督 - 小林智樹
- 構成 - 水島努
- キャラクターデザイン - 石井久美
- 総作画監督 - 北尾勝
- 美術監督 - 高橋忍
- 色彩設計 - 児玉尚子
- 撮影監督 - 高橋宏司
- 編集 - 木村佳史子
- 音響監督 - 三間雅文
- 音楽 - 七瀬光
- プロデューサー - 大徳哲雄、渡辺直樹
- アニメーション制作協力 - ノーマッド、DR TOKYO
- アニメーション制作 - マッドハウス
- 製作・著作 - 集英社

主題歌
オープニングテーマ「君色100%」
作詞 - 田辺智沙 / 作曲 - mia / 編曲 - 鈴木雅也 / 歌 - 東城綾（能登麻美子）、北大路さつき（小林沙苗）、西野つかさ（豊口めぐみ）、南戸唯（水樹奈々）
エンディングテーマ1「ジンク・ホワイト」
作詞 - 田辺智沙 / 作曲・編曲 - 黒須克彦 / 歌 - 東城綾（能登麻美子）
エンディングテーマ2「大逆転Kiss」
作詞 - 田辺智沙 / 作曲・編曲 - 上野浩司 / 歌 - 西野つかさ（豊口めぐみ）
エンディングテーマ3「ココロカプセル」
作詞・作曲 - rino / 編曲 - 大久保薫 / 歌 - 南戸唯（水樹奈々）
エンディングテーマ4「プラトニック・スキャンダル」
作詞 - 田辺智沙 / 作曲 - 上野浩司 / 編曲 - 百石元 / 歌 - 北大路さつき（小林沙苗）
各巻リスト
| 巻数 | タイトル                                                           | 脚本   | 絵コンテ | 演出     | 作画監督   | 発売日         |
| ---- | ------------------------------------------------------------------ | ------ | -------- | -------- | ---------- | -------------- |
| 1    | いちご100% -夜霧の嵐泉祭編-                                        | 水島努 | 小林智樹 | 小林智樹 | 北尾勝     | 2005年6月20日  |
| 2    | いちご100% -桜海学園エクソダス編-                                  | 水島努 | 高柳滋仁 | 太田雅彦 | 北尾勝     | 2005年8月29日  |
| 3    | いちご100% -さわやかペンションクライシス〜オーナーに気をつけろ!編- | 水島努 | 浅香守生 | 鎌仲史陽 | 青木真理子 | 2005年9月26日  |
| 4    | いちご100% -こころ変わりは突然に!?編-                              | 水島努 | 小林智樹 | 小林智樹 | 北尾勝     | 2005年10月31日 |
| テレビ朝日 水曜未明（火曜深夜）アニメ枠 | テレビ朝日 水曜未明（火曜深夜）アニメ枠 | テレビ朝日 水曜未明（火曜深夜）アニメ枠 |
| 前番組                                  | 番組名                                  | 次番組                                  |
| --------------------------------------- | --------------------------------------- | --------------------------------------- |
| 巌窟王 ※2:12 - 2:42                     | いちご100% ※ここから2:40 - 3:10へ移行   | かみちゅ!                               |

### ラジオ
いちご100% Sweet Café
2005年4月3日から10月2日まで、毎週日曜日23時00分 - 23時30分 文化放送(JOQR)1134kHzまたは毎週金曜日20時30分 - 21時30分 BSフジの超短波ラジオ（文化放送製作）BSQR489（地上波から5日遅れの4月8日から放送）にて放送されていた。全25回。
パーソナリティ
能登麻美子、豊口めぐみ
- ゲスト
  - 第12回 - 小林沙苗
  - 第13回 - 水樹奈々
  - 第23回 - 鈴村健一
- ラジオCD「いちご100% Sweet Café」（2005年7月21日、Lantis / LACA-5406）
  - 出演：能登麻美子（パーソナリティ）、豊口めぐみ（パーソナリティ）、水樹奈々（特別ゲスト）、小林沙苗（特別ゲスト）

| 文化放送 日曜23:00〜23:30 | 文化放送 日曜23:00〜23:30 | 文化放送 日曜23:00〜23:30                                                   |
| 前番組                    | 番組名                    | 次番組                                                                      |
| ------------------------- | ------------------------- | --------------------------------------------------------------------------- |
| ムギュッと!双恋           | いちご100% Sweet Café     | テニスの王子様 オン・ザ・レイディオ ↓ 新テニスの王子様 オン・ザ・レイディオ |

## 関連商品

### ゲーム
『いちご100% ストロベリーダイアリー』は、2005年2月10日にトミーから発売された、PlayStation 2用ゲームソフト。
キャスト
- 東城綾	- 能登麻美子
- 西野つかさ	- 豊口めぐみ
- 南戸唯 - 水樹奈々
- 北大路さつき - 小林沙苗
- 真中淳平 - 鈴村健一
- 大草 - 近藤隆
- 小宮山力也 - 高木渉
- 外村ヒロシ - うえだゆうじ
- 外村美鈴 - 川崎恵理子
- 黒川栞 - 斎賀みつき

### ドラマCD（書籍）
集英社発行の書籍扱いのドラマCD。基本的に原作を踏襲した内容。
いちご100%
1. ドラマCD
2. ドラマCD2「幻の美少女再び!!」（2004年7月1日 / SCD-905664）
3. ドラマCD3「好きで悪いか!? 北大路さつき登場!!」（2004年12月10日 / SCD-905849）
4. ドラマCD4「南戸唯、とーじょーっ!!」
5. ドラマCD LAST TAKE EAST SIDE 東城綾（脚本：子安秀明）
6. ドラマCD LAST TAKE WEST SIDE 西野つかさ

### ドラマCD（音楽CD）
ランティス発売の音楽CD扱いのドラマCD。オリジナルストーリー。
いちご100%
1. ドラマシアター Vol.1（2005年10月5日、Lantis / LACA-5433）
出演：能登麻美子、豊口めぐみ、水樹奈々、小林沙苗、鈴村健一 ほか
2. ドラマシアター Vol.2（2005年12月7日、Lantis / LACA-5448）
出演：能登麻美子、豊口めぐみ、水樹奈々、小林沙苗、鈴村健一 ほか

### 音楽CD
- 「君色100%」歌 - 能登麻美子、小林沙苗、豊口めぐみ、水樹奈々 / 橋本みゆき（2005年1月26日、Lantis）
- - 『いちご100% キャラクターファイル1 東城綾』歌 - 能登麻美子
  - 『いちご100% キャラクターファイル2 西野つかさ』歌 - 豊口めぐみ
  - 『いちご100% キャラクターファイル3 南戸唯』歌 - 水樹奈々
  - 『いちご100% キャラクターファイル4 北大路さつき』歌 - 小林沙苗
- オリジナルDVDアニメ「いちご100%」オリジナルサウンドトラック（2006年1月12日、Lantis / LACA-5468）

### 小説
- 影山由美『いちご100% My Sweet Memory of 〜いちご〜』（集英社、2004年5月） ISBN 4-08-703141-1
- 子安秀明『いちご100% 〜恋が始まる!? 撮影合宿 ゆれるココロが東へ西へ〜』（集英社、2004年12月） ISBN 4-08-703150-0

### その他
これらの他にもフィギュアやぬいぐるみなどのグッズが多数発売された。

## 評価等
- まだ本格的なメディアミックスも行われていなかった2004年（平成16年）10月13日、バラエティ番組『トリビアの泉 〜素晴らしきムダ知識〜』において「鼻毛という言葉には『女に甘い』という意味もある」というトリビアがとりあげられ、その解説に登場した名古屋大学教授町田健が「鼻毛」の具体例として主人公の真中がさつきに求められて他人の家のクリスマスツリーの飾りを取りに行く場面を挙げ、最新話の展開に触れるなど熱弁を振るった[48]。
- 岩渕剛が連載完結直後のこの作品を取り上げている。
「興味深く読んでいたのが、（中略）河下水希「いちご100%」というマンガであった。少年誌向けの「お色気」描写の過剰さには閉口するが、この作品は、高校生活を通して、「夢」をともに追い求めていくこと、「未来」をともに追い求めていくことをどのように関連づけていくのかを問うていた。篠原一が『すばる』八月号に発表した作品が、マンガの盗作ではないかという疑いが浮上していることもあわせて考えると、ある種の文芸誌の小説よりも、よほど真剣に人生に向きあっているのではないかと感じられる」[49]。
- ジャンプの漫画家や作品でこの作品への言及を公にする者もいた。
  - 『赤マルジャンプ』に連載された4コマ漫画版「DEATH NOTE」内で、死神のリュークも本作を読んでいる。彼は自分の好物のリンゴにちなんで、題名が「りんご100%ならよかったのに」と不満を漏らしている。
- 『週刊少年ジャンプ』で連載された本編は当然ながら、『赤マルジャンプ』『ジャンプ the Revolution!』といった増刊誌で掲載された番外編も単行本に収録されている。唯一、『少年ジャンプGAG Special 2005』で掲載された4コマ漫画のみ収録されていない。イラストについては単行本以外の媒体で披露されているものは多数存在する。